# 小野綾子
小野綾子（日语：小野 綾子，2月20日—），日本女性配音員。以前是青二Production所屬。出身於福島縣。

## 演出
粗體字表示主要角色。

### 電視動畫
年份不詳
- Neo Hyper Kids（女）

1992年
- 小小男子漢（1993年－1994年，女大學生、女性 等）

1993年
- 足球風雲（女學生）
- 奇天烈大百科（有氧舞蹈教室學生、記者、女人）
- 灌籃高手（女學生）

1994年
- 美少女戰士S／SuperS（1994，戴蒙、小孩／1995，助手、亞希）2系列
- 橘子醬男孩（紗季、後輩）

1995年
- 空想科學世界（抵抗女子、哭泣女子、嚮導）
- 近所物語（S女學院學生、女孩子、親友 等）

### 電影動畫
1995年
- 灌籃高手：湘北最大的危機！燃起鬥志的櫻木花道（日语：スラムダンク 湘北最大の危機! 燃えろ桜木花道）（女學生）
- 劇場版 美少女戰士SuperS：夢想黑洞的奇蹟（邦邦嬰兒）

1996年
- 超人力霸王公司（日语：ウルトラマンカンパニー）（美女1）

### OVA
1993年
- 代紋TAKE2（日语：代紋TAKE2）（女大學生）

1994年
- （金太）

1995年
- 變色龍（日语：カメレオン (漫画)）（護理人員）
- 3×3 EYES ～聖魔傳說～
- 湘南爆走族10 FROM SAMANTHA（小吃店女性）

### 遊戲
1994年
- 啵咕物語（日语：ぽっぷるメイル）（女孩子）

1995年
- 大盜五右衛門 我成為舞者的理由（日语：がんばれゴエモン きらきら道中〜僕がダンサーになった理由〜）（八重）
- 龍騎士&塗鴉（日语：ドラゴンナイト）（瑪莉亞）

1996年
- 奎恩（小愛）
- 同級生 ～if～（黑川里美）

### 外語配音

#### 電影
- 與狼共舞 ※朝日電視台版。
- 大魔域3：飛進未來（英语：The NeverEnding Story III） ※朝日電視台版。

### 動畫CD
- 國府田麻理子的Radio Canvas Special
- 國府田麻理子的Radio Canvas3
- 三國志DX

### 影像商品
- It's say you!! Vol.3 「私立聖動畫學園大學」

### 其它
- 聲♥遊俱樂部（日语：声・遊倶楽部）（助理）